# Vinterrejse i Norge
|  | Denne artikel er oprettet af botten PalnaBot ud fra en ekstern database. Den kan derfor have sproglige fejl eller mangler. Denne skabelon kan fjernes efter kontrol af indholdet. |

Vinterrejse i Norge er en film med ukendt instruktør.

## Handling
Et tog trukket af et damplokomotiv kører langs elv gennem norsk snelandskab.